# White Sulphur Springs (Virginia Occidental)
White Sulphur Springs es una ciudad ubicada en el condado de Greenbrier en el estado estadounidense de Virginia Occidental. En el Censo de 2010 tenía una población de 2444 habitantes y una densidad poblacional de 476,1 personas por km².

## Geografía
White Sulphur Springs se encuentra ubicada en las coordenadas 37°47′47″N 80°18′6″O / 37.79639, -80.30167. Según la Oficina del Censo de los Estados Unidos, White Sulphur Springs tiene una superficie total de 5.13 km², de la cual 5.06 km² corresponden a tierra firme y (1.41%) 0.07 km² es agua.

## Demografía
Según el censo de 2010, había 2444 personas residiendo en White Sulphur Springs. La densidad de población era de 476,1 hab./km². De los 2444 habitantes, White Sulphur Springs estaba compuesto por el 83.67% blancos, el 13.54% eran afroamericanos, el 0.25% eran amerindios, el 0.33% eran asiáticos, el 0% eran isleños del Pacífico, el 0.45% eran de otras razas y el 1.76% pertenecían a dos o más razas. Del total de la población el 1.31% eran hispanos o latinos de cualquier raza.